# 29e régiment d'infanterie « von Horn » (3e régiment d'infanterie rhénan)
Pour les articles homonymes, voir 29e régiment.
Le 29e régiment d'infanterie « von Horn » (3e régiment d'infanterie rhénan) est une unité d'infanterie de l'armée prussienne.

## Histoire
L'unité est formée le 5 décembre 1813 à partir du 2e régiment d'infanterie bergeois et est transférée à l'armée prussienne le 25 mars 1815 (jour de la fondation) en tant que 29e régiment d'infanterie. Le 4 juin 1860, il reçoit sa désignation nationale et s'appelle désormais le 29e régiment d'infanterie (3e régiment d'infanterie rhénan). Le 27 janvier 1889, l'empereur Guillaume II ordonne que l'unité soit nommée en mémoire du lieutenant général Heinrich Wilhelm von Horn.
À partir de ce moment, l'unité s'appelle le 29e régiment d'infanterie « von Horn » (3e régiment d'infanterie rhénan). La dernière garnison avant le déclenchement de la Première Guerre mondiale est la caserne Horn (de) à Trèves.

### Guerres napoléoniennes
Pendant les guerres napoléoniennes, le régiment participe aux batailles suivantes :
15 juin --- Gossellies
16 juin --- Bataille de Ligny
18 juin --- Bataille de Waterloo
22 juin --- Avesnes
27 juin --- Compiègne et Crespy
2 juillet --- Cloud et Meudon

### Guerre austro-prussienne
À l'occasion de la guerre contre l'Autriche en 1866, l'unité est utilisée à Münchengrätz et Sadowa.

### Guerre franco-prussienne
15 août --- Thionville
18 août --- Bataille de Gravelotte
19 août au 27 octobre --- Siège de Metz
27 novembre --- Bataille d'Amiens
4 décembre --- Bosc le Hard et Buchy
23/24 décembre --- Bataille de la Hallue
27 décembre 1870 au 10 janvier 1871 --- Siège de Péronne
17 janvier --- Tincourt
19 janvier --- Bataille de Saint-Quentin

### Première Guerre mondiale
Lorsque la Première Guerre mondiale éclate, le régiment est mobilisé le 2 août 1914 au sein de la 31e brigade d'infanterie de la 16e division d'infanterie. Il participe aux combats sur les fronts de l'ouest et de l'est :
- 1914 --- Neufchâteau, Marne, Vitry le François, Champagne et Yser
- 1915 --- Bataille d'hiver en Champagne, bataille de Lorette La Bassée, Arras, Aisne, bataille d'automne en Champagne
- 1916 --- Bataille de la Somme, de l'Aisne, de Kovel et du haut Styr et Stochod
- 1917 --- Bataille de l'Aisne, Troisième Bataille des Flandres
- 1918 --- Quatrième bataille des Flandres et batailles près de l'Artois, Ypres, La Bassée, Monchy, Bapaume, Armentières, Lens et la position Anvers-Meuse

3 540 soldats du régiment sont morts pendant la guerre.

### Après-guerre
Après la fin de la guerre, le régiment est démobilisé à Leer à partir du 14 décembre 1918 et dissous le 1er mai 1919.
La tradition est reprise dans la Reichswehr, par décret du 24 août 1921 du chef du commandement de l'armée général de l'infanterie Hans von Seeckt, par la 15e compagnie du 16e régiment d'infanterie à Osnabrück.

## Chef de régiment

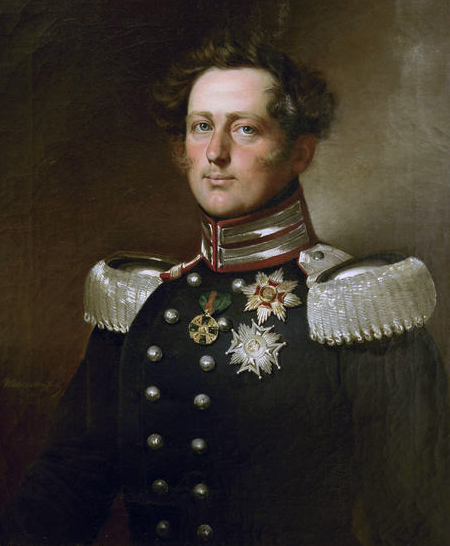
Grand-duc Léopold

Le premier et le seul chef du régiment est du 30 décembre 1832 au 24 avril 1852 le général d'infanterie Léopold, grand-duc de Bade.

## Commandants
| Grade                       | Nom                                    | Date                                                     |
| --------------------------- | -------------------------------------- | -------------------------------------------------------- |
| Major                       | Franz von Hymmen                       | 31 mars 1815 au 4 juin 1818                              |
| Oberstleutnant/Oberst       | Wilhelm von der Osten-Sacken (de)      | 5 juin 1818 au 29 mars 1828                              |
| Oberst                      | Heinrich von Hüser                     | 30 mars 1828 au 29 mars 1829 (chargé de la direction)    |
| Oberst                      | Heinrich von Hüser                     | 30 mars 1829 au 29 mars 1831                             |
| Oberstleutnant              | Moritz von Hirschfeld                  | 30 mars 1831 au 9 février 1832 (chargé de la direction)  |
| Oberstleutnant/Oberst       | Moritz von Hirschfeld                  | 10 février 1832 au 29 mars 1838                          |
| Oberstleutnant              | Philipp von Uttenhoven (de)            | 30 mars 1838 au 23 janvier 1839 (chargé de la direction) |
| Oberstleutnant/Oberst       | Philipp von Uttenhoven                 | 24 janvier 1839 au 29 mars 1840                          |
| Oberstleutnant              | Scipio Ludwig Karl von Taubenheim (de) | 30 mars au 9 septembre 1840 (chargé de la direction)     |
| Oberst                      | Scipio Ludwig Karl von Taubenheim      | 10 septembre 1840 au 25 septembre 1844                   |
| Oberstleutnant/Oberst       | Adolf Spillner (de)                    | 17 octobre 1844 au 14 août 1845 (chargé de la direction) |
| Oberst                      | Adolf Spillner                         | 15 août 1845 au 22 décembre 1848                         |
| Major/Oberstleutnant/Oberst | Gustav von Kessel                      | 2 janvier 1849 au 22 mai 1854                            |
| Oberstleutnant/Oberst       | Wilhelm von Schmidt                    | 23 mai 1854 au 13 mai 1857                               |
| Oberstleutnant              | Karl Herwarth von Bittenfeld           | 14 mai 1857 au 22 juin 1858                              |
| Oberstleutnant              | Emil von Glisczynski (de)              | 26 juin au 27 novembre 1858 (chargé de la direction)     |
| Oberst                      | Emil von Glisczynski                   | 28 novembre 1858 au 17 octobre 1861                      |
| Oberstleutnant              | Theobald zu Dohna (de)                 | 18 octobre 1861 au 28 janvier 1863                       |
| Oberstleutnant/Oberst       | Ernst Wilhelm Schuler von Senden       | 29 janvier 1863 au 14 juillet 1866                       |
| Oberstleutnant/Oberst       | Rudolf von Rex (de)                    | 15 juillet 1866 au 17 juillet 1870                       |
| Oberstleutnant/Oberst       | Adolf von Blumröder (de)               | 18 juillet 1870 au 19 juin 1871                          |
| Oberst                      | Karl Bauer (de)                        | 20 juin 1871 au 11 novembre 1874                         |
| Oberst                      | Julius von Elern (de)                  | 12 novembre 1874 au 16 septembre 1878                    |
| Oberst                      | Wilhelm von Scherff (de)               | 17 septembre 1878 au 19 juillet 1882                     |
| Oberst                      | August Dieckmann (de)                  | 20 juillet 1882 au 5 juillet 1886                        |
| Oberst                      | Georg von Oesterley (de)               | 6 juillet 1886 au 12 août 1889                           |
| Oberst                      | Georg von Viebahn (de)                 | 13 août 1889 au 16 décembre 1892                         |
| Oberst                      | Rudolf Marschall von Bieberstein       | 17 décembre 1892 au 13 mai 1894                          |
| Oberst                      | Otto Schmidt (de)                      | 14 mai 1894 au 16 juin 1897                              |
| Oberst                      | August Kleine                          | 17 juin 1897 au 21 mai 1899                              |
| Oberst                      | Rudolf Liebmann                        | 22 mai 1899 au 26 novembre 1902                          |
| Oberst                      | Max Scholz                             | 27 novembre 1902 au 19 juillet 1904                      |
| Oberst                      | Friedrich von Wysczecki                | 20 juillet 1904 au 26 août 1908                          |
| Oberst                      | Hermann König                          | 27 août 1908 au 19 avril 1910                            |
| Oberst                      | Bodo Borries von Ditfurth (de)         | 20 avril au 17 octobre 1910                              |
| Oberst                      | Maximilian von Busse                   | 18 octobre 1910 au 26 janvier 1912                       |
| Oberst                      | Edgar Boedicker                        | 27 janvier 1912 au 21 mars 1913                          |
| Oberst                      | Lothar von Wurmb (de)                  | 22 mars 1913 au 19 octobre 1914                          |
| Oberstleutnant              | Wilhelm von Grolman                    | 20 octobre 1914 au 9 janvier 1915                        |
| Oberstleutnant              | Ferdinand Storch                       | 10 janvier au 19 octobre 1915                            |
| Major/Oberstleutnant        | Franz Heinrigs (de)                    | 20 octobre 1915 au 31 mars 1919                          |

## Uniforme
La jupe colorée avait des poignets brandebourgeois rouges, des épaules bleues avec des chiffres rouges et un aigle jaune.

## Drapeaux
Après la campagne de 1815, le régiment reçoit du roi Frédéric-Guillaume III le drapeau du régiment avec le ruban de la pièce commémorative de la campagne de 1815. Le 14 avril 1816, la cérémonie de clouage et de remise des drapeaux au régiment a lieu à Coblence par le général commandant, le comte Gneisenau.
En janvier 1861, le bataillon de fusiliers reçoit du roi Guillaume Ier le ruban de l'insigne d'honneur militaire avec épée pour sa participation à la campagne de Bade. Pour la guerre de 1866, les drapeaux régimentaires reçoivent le ruban du combattant de la croix commémorative avec des épées données pour cette guerre et la croix de fer sur les pointes des drapeaux pour la guerre de 1870/71.
Des rubans de drapeau sont également décernés pour célébrer le tournant du siècle. En 1905, les drapeaux régimentaires reçoivent un nouveau drapeau. Le 27 août, le clouage cérémonial a lieu en présence de l'Empereur à Berlin, et à l'occasion de la parade impériale à Coblence, le 11 septembre 1905, l'Empereur remet les drapeaux renouvelés au commandant du régiment.

## Monument
Le monument du 29e régiment d'infanterie (de) est situé à Rheinbrohl depuis 1933.